# 東亞足球協會
東亞足球協會（East Asian Football Federation，EAFF），為來自中國、關島、香港、日本、南韓、澳門、蒙古和中華台北的8個東亞地區足球組織所共同成立，目的在增強東亞地區的足球在亞洲地區的競爭力，以及增強在亞洲足聯內的影響力。8個東亞地區的足球組織於2002年3月2日在日本東京開會討論決定，於2002年5月成立一個地區性的東亞足球協會，總部設於日本東京文京區。
該協會按照計劃於世界盃賽開賽前（2002年5月28日）成立。朝鲜雖沒有派代表參加此次的會議，但是他們於協會成立後不久以創辦者之一的身分加入。而北馬里亞納群島於2006年12月以臨時會員身份加入東亞足球協會，並於2008年9月確認為正式會員。
東亞足球協會為使亞洲足球充滿活力，從2003年開始每兩年舉辦一次東亞足球錦標賽及一年一度的A3冠军杯（2009年后由于赞助商的问题停办）；並以此為開端，進而在東亞地區舉辦各種各樣的大賽。協會的目標是：促进东亚各国间的积极交流，加强彼此间的团结，以促成本地区足球的发展，同时通过足球达成为和平做贡献的目的。

## 會員協會
東亞足球協會有10個會員協會 。除了北馬里亞納群島足球協會外，其他都為国际足球协会的正式會員。
| 協會           | 加入年份 | 男子代表隊     | 女子代表隊     | 顶级聯賽             |
| -------------- | -------- | -------------- | -------------- | -------------------- |
| 中國           | 2002     | 中國           | 中國           | 中國足球超級聯賽     |
| 中華台北       | 2002     | 中華台北       | 中華台北       | 台灣企業甲級足球聯賽 |
| 關島           | 2002     | 關島           | 關島           | 關島男子足球聯賽     |
| 香港           | 2002     | 香港           | 香港           | 香港超级聯賽         |
| 日本           | 2002     | 日本           | 日本           | 日本職業足球甲級聯賽 |
| 北韓           | 2002     | 北韓           | 北韓           | 北韓足球甲級聯賽     |
| 韓國           | 2002     | 韓國           | 韓國           | K聯賽                |
| 澳門           | 2002     | 澳門           | 澳門           | 澳門甲組足球聯賽     |
| 蒙古           | 2002     | 蒙古           | 蒙古           | 蒙古足球甲級聯賽     |
| 北馬里亞納群島 | 2008     | 北馬里亞納群島 | 北馬里亞納群島 | 馬里亞納足球聯賽     |

## 主席
| 主席             | 任期                   |
| ---------------- | ---------------------- |
| 岡野俊一郎       | 2004年 - 2006年        |
| 鄭夢準           | 2006年                 |
| 謝亞龍           | 2006年 - 2008年        |
| 小倉純二         | 2008年 - 2010年        |
| 趙重衍           | 2011年 - 2013年        |
| 鄭夢奎           | 2013年3月 - 2014年3月  |
| 張劍             | 2014年4月 - 2016年3月  |
| 田嶋幸三         | 2016年4月 - 2018年3月  |
| 鄭夢奎           | 2018年4月 - 2022年4月  |
| 杜兆才           | 2022年4月 - 2023年4月  |
| 田嶋幸三（代理） | 2023年4月 - 2023年10月 |
| 田嶋幸三         | 2023年10月 - 2025年3月 |
| 鄭夢奎（代理）   | 2025年3月 -            |

## 賽事
東亞足球聯盟舉辦的賽事包括男子、女子、青年和五人制足球。
| 賽事                   | 冠軍 | 最近一屆 |
| ---------------------- | ---- | -------- |
| 東亞足球錦標賽         | 日本 | 2022     |
| 東亞女子足球錦標賽     | 日本 | 2022     |
| 東亞五人制足球錦標賽   | 中國 | 2009     |
| 東亞足協U-18青年錦標賽 | 香港 | 2013     |
| 東亞足協U-15錦標賽     | 中國 | 2023     |
| 東亞足協U-14足球節     |      | 2010     |

### 已停辦的賽事
| 賽事     | 舉辦年份  |
| -------- | --------- |
| A3冠軍盃 | 2002–2008 |

## 外部連結
- 官方网站（中文、日語、韓語和英語）